# La Redonda (vinícola)
La Redonda es una vinícola mexicana ubicada en el km 33.5 de la carretera de San Juan del Río a Ezequiel Montes, Querétaro. Fue fundada en el año de 1972 por el perito agrario italiano Vittorio Giaginto Bortoluz Perencin.

## Historia
Vittorio Bortoluz (conocido como Jacinto en México), era un perito agrario italiano, con especialidad en viticultura y que habría obtenido el título de enólogo por la escuela Conegliano de Italia. Arribó a México al ser contratado por la empresa Productos Vinícolas de Delicias en la que laboró hasta finales del año 1951 en el desarrollo de vides en los estados de Coahuila y Chihuahua.
Al buscar tierras con un clima con mayor similitud al cinturón mediterráneo, decide mudarse al Valle de San Juan del Río, en el estado de Querétaro, en donde se dedicó al cultivo independiente de viñedos. 10 años después, tomaría la decisión de regresar al Valle de Guadalupe en Baja California en donde crearía sus primeros vinos mexicanos, “Urbinon” y “Terrasola”.

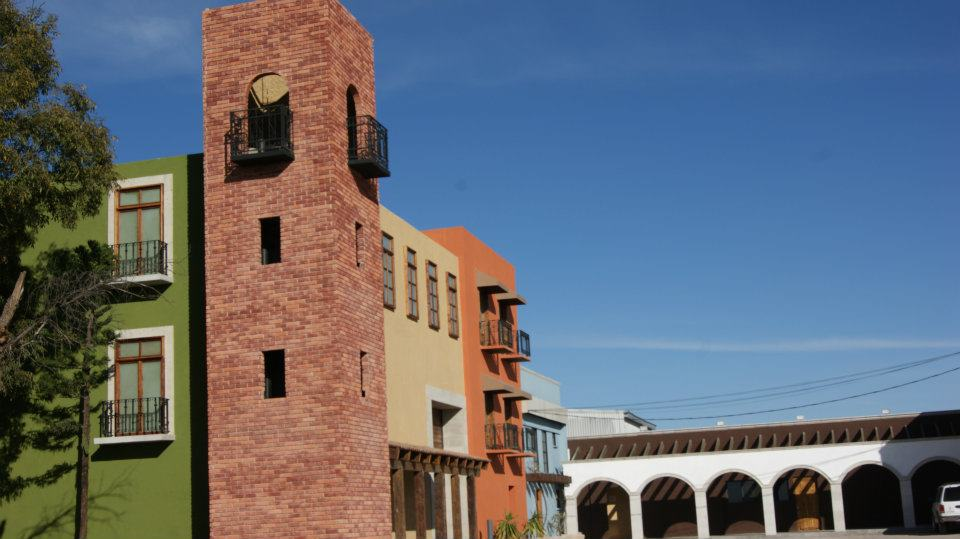
El nuevo edificio de atención en Vinícola La Redonda

## Vinos
- "La Redonda" — (blanco, rosado, espumoso y tinto).[4]
- "Orlandi" — (blanco, rosado, tinto y espumosos).[4]
- "Sierra Gorda" — (blanco Chardonnay, Tinto en barrica de roble Americano y Tinto en barrica de roble Francés).[4]
- "Sierra Gorda Roble Americano" un Cabernet Sauvignon y Merlot premiado con la Medalla de Oro en el concurso Ensenada Tierra de vinos número XVIII.[5]